# Сан-Мігел-ду-Праду
Сан-Мігел-ду-Праду (порт. São Miguel do Prado; МФА: [ˈsɐ̃w mi.ˈgɛɫ du ˈpɾa.du]) — парафія в Португалії, у муніципалітеті Віла-Верде. Розташована в північно-західній частині країни, на теренах історичної португальської провінції Дору-Міню. Входить до складу округу Брага. За адміністративним поділом, чинним до 1976 року, терени парафії були складовою провінції Міню. Належить до Бразької архідіоцезії Католицької церкви. Патрон — святий Михаїл. Площа — 5,5060 км². Населення — 717 ос. (2011). Слабо урбанізований регіон. Густота населення — 130,22 осіб/км²
. Код — 031350.

## Назва
- Праду (Сан-Мігел) (порт. Prado (São Miguel)) — офіційна назва.

## Населення
| Кількість мешканців | Кількість мешканців | Кількість мешканців | Кількість мешканців | Кількість мешканців | Кількість мешканців | Кількість мешканців | Кількість мешканців | Кількість мешканців | Кількість мешканців | Кількість мешканців | Кількість мешканців | Кількість мешканців | Кількість мешканців | Кількість мешканців |
| ------------------- | ------------------- | ------------------- | ------------------- | ------------------- | ------------------- | ------------------- | ------------------- | ------------------- | ------------------- | ------------------- | ------------------- | ------------------- | ------------------- | ------------------- |
| 1864                | 1878                | 1890                | 1900                | 1911                | 1920                | 1930                | 1940                | 1950                | 1960                | 1970                | 1981                | 1991                | 2001                | 2011                |
| 804                 | 795                 | 773                 | 842                 | 778                 | 754                 | 891                 | 841                 | 961                 | 921                 | 785                 | 823                 | 801                 | 727                 | 717                 |